# مانوئلا پال
مانوئلا پال (انگلیسی: Manuela Pal؛ زادهٔ ۹ اکتبر ۱۹۸۴) بازیگر اهل آرژانتین است.